# Zaid Abbas
Pour les articles homonymes, voir Abbas.
Zaid Abbas, né le 28 novembre 1983, en Palestine, est un joueur Jordanien de basket-ball. Il évolue au poste d'ailier.

## Palmarès

### Clubs
- Médaille d'or à la coupe d'Asie des clubs champions 2006
- Médaille d'or à la coupe arabe des clubs champions 2008

### Équipe de Jordanie
- 3e du championnat d'Asie 2009